# Carlos Cáceres Sobrea
Carlos Cáceres Sobrea (La Rioja1 1923 - Gif-sur Ivette, Francia, 16 de noviembre de 2014) fue un pintor y docente argentino que residió en Francia a partir de 1964 hasta su fallecimiento.
Sus pinturas indagan con sutileza y precisión sobre la luz y el color. Como consecuencia de ello, el espacio en sus telas, cobra un interés mayor. En sus trabajos, el espacio, en azul, blanco o negro, es iluminado por un haz que corta el plano por completo, recto, sin perturbaciones. O el color se degrada y se esfuma como niebla. 
En sus obras oscuras, no hacía referencia a la ausencia de luz, sino a la luz que se encuentra en la oscuridad. 
Austero, lo que no significa falto de recursos, Cáceres Sobrea fue un artista silencioso, cuya espiritualidad se transparentaba en su obra. Sin pretensiones, liberaba al espectador, invitándolo a recorrer un camino de invención2 . 
Entre sus últimas exposiciones se cuentan el Salon réalité Nouvelles, Grand Palais, París, (1993); Galerie Claude Dorval, París (1994 y 1997); Galerie Kuntur, Ámsterdam (2007), MACLA, Museo de Arte Contemporáneo Latinoamericano de La Plata, Argentina (2007), Ecole Nationale Supérieure d'Architecture de Paris-Belleville (2014).
Sus obras son parte de importantes colecciones públicas y privadas, de Francia, Alemania, Bélgica, EE. UU. y Argentina. El MACLA (Argentina) es el museo con la mayor colección de sus obras. Archivado el 20 de febrero de 2017 en Wayback Machine.

“Aquello que siempre busco en mis cuadros es la luz. Un espacio que no se ve pero se siente, la impresión más allá de lo palpable”. Carlos Cáceres Sobrea

## Biografía
Nació en 1923 en La Rioja, en una familia con fuertes lazos con la cultura francesa y falleció en Gif-sur Ivette, a pocos kilómetros de París el 16 de noviembre de 2014. 
Realizó sus estudios en la Escuela Superior de Bellas Artes de la Nación Ernesto de la Cárcova, diplomándose en 1952. Con una beca, en 1953 viajó a París, Francia, donde frecuentó el taller de Fernand Leger.
En París conoce a los artistas cinéticos venezolanos Jesús Soto y Narciso Debourg.
Regresa a la Argentina, ejerce la docencia en Buenos Aires hasta que en 1958 se traslada a La Rioja donde en 1960 es nombrado Director Provincial de Cultura 3. Allí, se conecta con los intelectuales del Grupo Calíbar. El grupo había logra organizar el Departamento Editorial del Estado, la provincialización del Instituto del Profesorado de Bellas Artes, la creación de la Escuela de Diseño Industrial y Técnica Artesanal y el Museo Municipal de Bellas Artes cuyo primer director en 1958 fue el artista plástico Miguel Eduardo Dávila. Además Cáceres Sobrea durante su gestión suma el Conservatorio de Música y la Escuela Experimental de Teatro4 . 
Luego del golpe de 1962 a Frondizi se traslada a Córdoba donde ejerce como docente en la Universidad Nacional de Córdoba. En 1964 se instala definitivamente en Francia.
En París desarrollará no solo una gran carrera como artista plástico, sino también como docente. Será en 1967 que ingresa a la Escuela Camondo, dedicada a la arquitectura y al diseño, donde dictará diferentes cursos, hasta 19895 . También a partir de 1969 dará clases como pintor en la Escuela Nacional de Bellas Artes de París, hasta 1972, y a partir de ese año en lo que luego en los ´80 será la Escuela de Arquitectura de Paris-Belleville, donde impartirá color y diseño6. 
Realizó varias intervenciones en arquitectura. Desde muros cerámicos en frentes de edificios, hasta puestas en color en fachadas de construcciones públicas y privadas.